# Aria: Canticle of the Monomyth
Aria: Canticle of the Monomyth è un gioco di ruolo pubblicato dalla Last Unicorn Games nel 1994. Aria è fondata sul concetto di "monomito" di Joseph Campbell, per cui nel cuore di tutti i miti e le leggende ci sia un'unica fondamentale storia. Il sistema di gioco vuole incoraggiare i giocatori ad ideare storie di ampio respiro.

## Descrizione
Diversamente da un gioco di ruolo tradizionale in cui i giocatori interpretano 	 singoli personaggi Aria è stato pensato per poter interpretare anche entità più astratte: corporazioni, città o culture. A questo scopo le regole definiscono nuovi concetti e usano nuovi nomi per quelli vecchi e le meccaniche per poter gestire le "azioni" e le prove di abilità che una società potrebbe affrontare e scalare sia in tempo che in spazio, da una singola azione ad intere ere.
L'enfasi sul personaggio cultura e creazione del mondo è posta più sui concetti che non sui dati statistici in modo da incoraggiare i giocatori e i master a creare mondi sviluppati e realistici e culture con storie plausibili. Lo sviluppo della magia (come funziona, chi può impararla e cosa è in grado di fare) viene lasciato in gran parte al master. Come per la maggior parte degli altri aspetti di Aria non ci sono regole rigide sul funzionamento della magia, sulle razze e su altri aspetti delle culture e del mondo.

## Storia editoriale
Il manuale del gioco fu pubblicato dalla Last Unicorn Games in due volumi Aria World e Aria Roleplaying, che annunciò anche un'intera linea di prodotti, una rivista dedicata The Canticle, tra cui i supplementi Aria Mythguide Pack e Aria Worlds Companion I: Terraforming. Comunque nonostante un'ottima accoglienza critica non fu un successo commerciale: il manuale introduceva molti concetti nuovi e/o usava termini nuovi per concetti vecchi e molti lo trovarono di difficile comprensione..
Dopo soli due numeri la pubblicazione di The Canticle fu interrotta e non furono pubblicati i supplementi annunciati.